# Nathan Tjoe-A-On
Nathan Tjoe-A-On (Róterdam, Países Bajos, 22 de diciembre de 2001) es un futbolista indonesio que juega como defensa en el Willem II de la Eerste Divisie.

## Trayectoria
Fue fichado con un contrato de 3 años por el Excelsior Róterdam en 2019, después de haber sido desarrollado a través de su sistema juvenil. Sin embargo, las lesiones frenaron su desarrollo y perdió unos 14 meses de juego y entrenamiento. Tras el parón invernal de 2021-22 volvió a la acción y ganó confianza en su capacidad y se sintió capaz de volver a hacer justicia en el campo de fútbol. Tras su ascenso desde la Eerste Divisie al final de la temporada 2021-22 recibió una extensión de contrato en junio de 2022, por 2 años más. Debutó en la Eredivisie con el Excelsior el 12 de agosto de 2022 contra el SC Cambuur Leeuwarden en el Cambuur Stadion en una victoria por 2-0.
En agosto de 2023 fichó por el Swansea City A. F. C. por tres temporadas con opción a una cuarta. La primera de ellas la terminó en los Países Bajos después de ser cedido al S. C. Heerenveen.
El 21 de julio de 2025 se unió al Willem II con un contrato de dos años.

## Estadísticas

### Clubes
Actualizado al último partido disputado el 11 de febrero de 2024.
| Club                              | Div.          | Temporada     | Liga  | Liga  | Copas nacionales | Copas nacionales | Copas internacionales | Copas internacionales | Total | Total |
| Club                              | Div.          | Temporada     | Part. | Goles | Part.            | Goles            | Part.                 | Goles                 | Part. | Goles |
| --------------------------------- | ------------- | ------------- | ----- | ----- | ---------------- | ---------------- | --------------------- | --------------------- | ----- | ----- |
| Excelsior Róterdam · Países Bajos | 2.ª           | 2020-21       | 10    | 0     | 1                | 0                | ―                     | ―                     | 11    | 0     |
| Excelsior Róterdam · Países Bajos | 2.ª           | 2021-22       | 16    | 0     | 0                | 0                | ―                     | ―                     | 16    | 0     |
| Excelsior Róterdam · Países Bajos | 1.ª           | 2022-23       | 29    | 1     | 1                | 0                | ―                     | ―                     | 30    | 1     |
| Excelsior Róterdam · Países Bajos | Total club    | Total club    | 55    | 1     | 2                | 0                | 0                     | 0                     | 57    | 1     |
| S. C. Heerenveen · Países Bajos   | 1.ª           | 2023-24       | 1     | 0     | —                | —                | —                     | —                     | 1     | 0     |
| S. C. Heerenveen · Países Bajos   | Total club    | Total club    | 1     | 0     | 0                | 0                | 0                     | 0                     | 1     | 0     |
| Total carrera                     | Total carrera | Total carrera | 56    | 1     | 2                | 0                | 0                     | 0                     | 58    | 1     |